# Bosonoga królowa
Bosonoga królowa (hiszp. La reina descalza) – hiszpańska powieść historyczno-obyczajowa z 2013 roku, autorstwa Ildefonso Falconesa, trzecia w jego dorobku po Katedrze w Barcelonie i Ręce Fatimy.